# 羅方翰 (DJ羅小Q)
羅小Ｑ，本名羅方翰，台灣國立教育廣播電臺、復興廣播電台主持人。廣播金鐘獎最佳流行音樂節目獎與非流行音樂節目獎得主。為台灣資深音樂產業工作者、電音ＤＪ、樂評人、策展人以及電台主持人。

2020年3月起，羅小Q製作主持的節目電音新浪潮同時在台灣教育廣播電台與馬來西亞電台 City Plus FM播出，成為華語市場第一個跨國播出的電音廣播節目。

## 廣播金鐘獎
廣播金鐘獎11年入圍，共入圍23項，於2013獲得最佳流行音樂節目獎(音樂地球村)。2015獲得最佳非流行音樂節目獎(音樂二三事)。
電音新浪潮於2017年入圍非流行音樂節目獎、2018年流行音樂節目獎與主持人獎雙入圍、2019年最佳類型音樂節目獎入圍，為台灣廣播歷史上第一次電音風格節目入圍國家級獎項，寫下新頁。
| 年份   | 頒獎典禮     | 獎項                       | 提名項目   | 結果 |
| ------ | ------------ | -------------------------- | ---------- | ---- |
| 2007年 | 第42屆金鐘獎 | 最佳流行音樂節目獎         | 音樂啟示錄 | 提名 |
| 2007年 | 第42屆金鐘獎 | 最佳流行音樂節目主持人獎   | 音樂啟示錄 | 提名 |
| 2008年 | 第43屆金鐘獎 | 最佳流行音樂節目奬         | 音樂啟示錄 | 提名 |
| 2012年 | 第47屆金鐘獎 | 最佳流行音樂節目獎         | 音樂地球村 | 提名 |
| 2013年 | 第48屆金鐘獎 | 最佳流行音樂節目獎         | 音樂地球村 | 獲獎 |
| 2013年 | 第48屆金鐘獎 | 最佳流行音樂節目主持人獎   | 音樂地球村 | 提名 |
| 2014年 | 第49屆金鐘獎 | 最佳流行音樂節目獎         | 音樂啟示錄 | 提名 |
| 2014年 | 第49屆金鐘獎 | 最佳流行音樂節目主持人獎   | 音樂啟示錄 | 提名 |
| 2015年 | 第50屆金鐘獎 | 最佳流行音樂節目主持人獎   | 音樂啟示錄 | 提名 |
| 2015年 | 第50屆金鐘獎 | 最佳非流行音樂節目獎       | 音樂二三事 | 獲獎 |
| 2015年 | 第50屆金鐘獎 | 最佳非流行音樂節目主持人獎 | 音樂二三事 | 提名 |
| 2016年 | 第51屆金鐘獎 | 最佳藝術文化節目獎         | 音樂地球村 | 提名 |
| 2017年 | 第52屆金鐘獎 | 最佳流行音樂節目獎         | 電音新浪潮 | 提名 |
| 2017年 | 第52屆金鐘獎 | 最佳藝術文化主持人獎       | 音樂地球村 | 提名 |
| 2018年 | 第53屆金鐘獎 | 最佳非流行音樂節目奬       | 電音新浪潮 | 提名 |
| 2018年 | 第53屆金鐘獎 | 最佳非流行音樂節目主持人獎 | 電音新浪潮 | 提名 |
| 2018年 | 第53屆金鐘獎 | 最佳流行音樂節目主持人獎   | 音樂二三事 | 提名 |
| 2018年 | 第53屆金鐘獎 | 最佳藝術文化節目主持人獎   | 音樂地球村 | 提名 |
| 2018年 | 第53屆金鐘獎 | 最佳藝術文化節目獎         | 音樂地球村 | 提名 |
| 2019年 | 第54屆金鐘獎 | 最佳流行音樂節目獎         | 音樂二三事 | 提名 |
| 2019年 | 第54屆金鐘獎 | 最佳流行音樂節目主持人獎   | 音樂二三事 | 提名 |
| 2019年 | 第54屆金鐘獎 | 最佳類型音樂節目獎         | 電音新浪潮 | 提名 |
| 2019年 | 第54屆金鐘獎 | 最佳類型音樂節目獎         | 爵士大道   | 提名 |
| 2021年 | 第57屆金鐘獎 | 最佳類型音樂節目主持人獎   | 電音新浪潮 | 提名 |
| 2023年 | 第58屆金鐘獎 | 最佳流行音樂節目獎         | 音樂二三事 | 提名 |
| 2023年 | 第58屆金鐘獎 | 最佳流行音樂節目主持人獎   | 音樂二三事 | 提名 |
| 2023年 | 第58屆金鐘獎 | 最佳藝術文化主持人獎       | 音樂地球村 | 提名 |
| 2024年 | 第59屆金鐘獎 | 最佳流行音樂節目獎         | 音樂二三事 | 提名 |
| 2024年 | 第59屆金鐘獎 | 最佳流行音樂節目主持人獎   | 音樂二三事 | 提名 |
| 2024年 | 第59屆金鐘獎 | 最佳藝術文化主持人獎       | 音樂地球村 | 提名 |

## 外部連結
- dj羅小Q的臉書專區
- dj羅小Q的mixcloud （页面存档备份，存于）